# Histoire de la nationalité cubaine

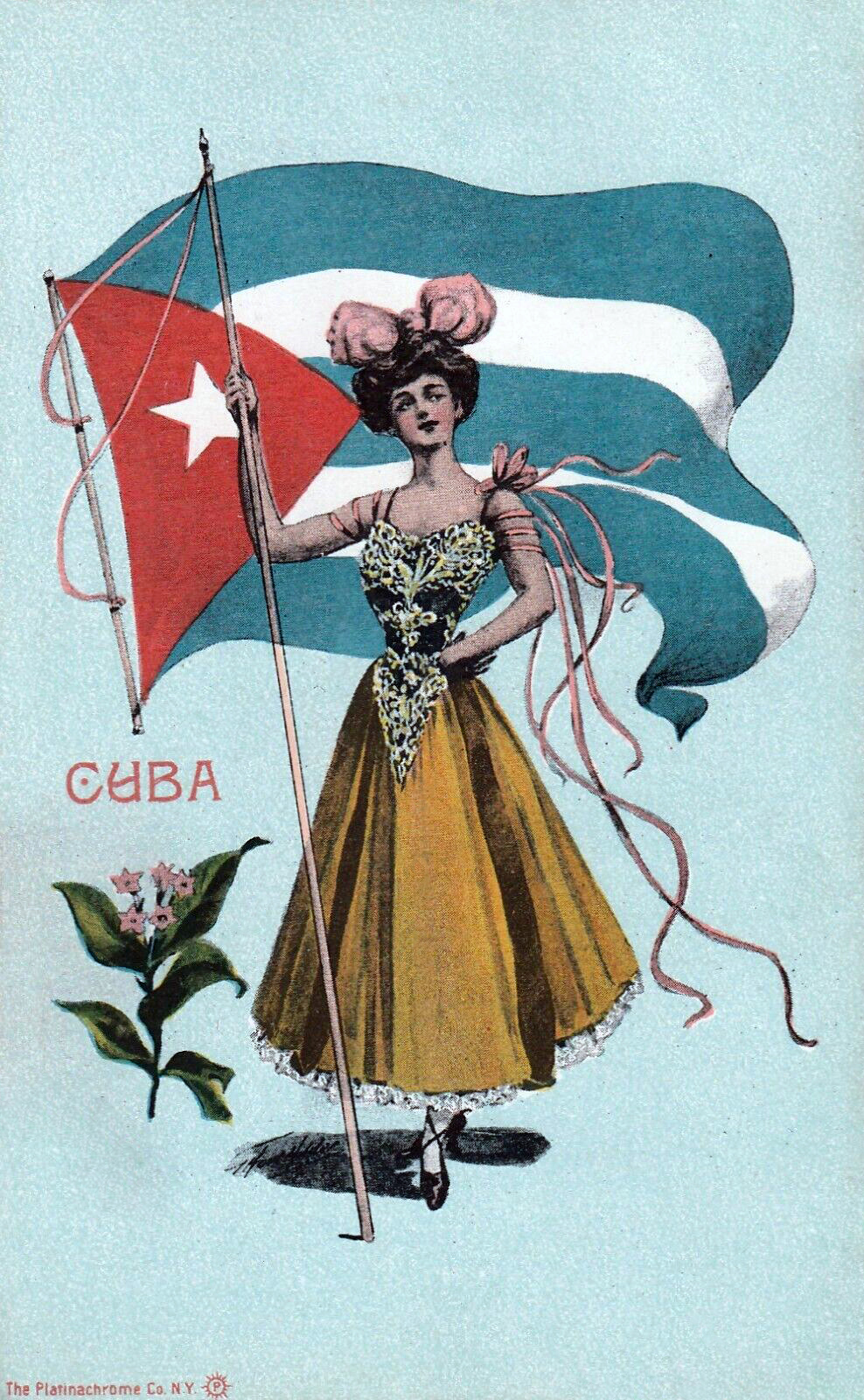
Carte postale montrant une jeune fille cubaine avec le drapeau national, 1907.

Pendant la majeure partie de son histoire, Cuba a été contrôlée par des puissances étrangères. Le pays était une colonie espagnole d’environ 1511 jusqu’en 1898. Les États-Unis ont dirigé le pays de 1898 à 1902 et interviendront dans les affaires nationales jusqu'à l'abolition de l'amendement Platt en 1935. La lutte pour l'indépendance et l'identité nationale fut une affaire complexe et longue qui commença véritablement à la fin du XVIIIe siècle et dura jusqu'au XXe siècle.

## Période coloniale espagnole
Depuis la découverte de l'île en 1492 jusqu'en 1750, l'Espagne a gouverné Cuba à distance, avec un gouverneur nommé par la Couronne supervisant la colonie sous le titre militaire de capitaine général. Les lois approuvées par le gouverneur traversèrent l’Atlantique et furent ensuite filtrées entre les nombreux niveaux de la bureaucratie coloniale. Les administrateurs avaient tendance à faire des compromis avec les élites locales, qui étaient souvent autorisées à administrer elles-mêmes la justice.
Dans les années 1630, les Américains étaient autorisés à exercer des fonctions publiques à Cuba ; en 1678, ils furent autorisés à occuper des postes de juge. Ces postes furent rapidement pourvus par de riches créoles, qui achetaient souvent le privilège directement et opéraient sous une supervision espagnole réduite. Cela a conduit à une corruption accrue et à un fossé entre les riches et la classe ouvrière. Dans les années 1750, alors que l'Espagne cherchait à réaffirmer son contrôle sur l'Amérique, ces positions d'élite furent considérablement affaiblies, au grand dam de ceux qui avaient bénéficié des avantages collatéraux de l'autorité.
Au début du XIXe siècle, le mouvement nationaliste cubain était à la traîne par rapport à ses homologues du reste de l'Amérique latine. Le maintien de bonnes relations avec l'Espagne était essentiel à la santé de l'économie essentiellement agraire de Cuba, car la nation insulaire était à l'époque fortement dépendante de l'exportation de son sucre vers les marchés européens. Cuba, en tant que l'un des derniers bastions de l'esclavage, dépendait également de l'Espagne pour se protéger contre d'éventuelles révoltes d'esclaves. Comparée à la plupart des autres pays d'Amérique latine à l'époque, un pourcentage important de la population cubaine était composée d'Espagnols ou de leurs descendants ; La plupart des peuples indigènes Taïno et Ciboney ont disparu à Cuba au début de la période coloniale.
Cependant, au XIXe siècle, des nationalistes radicaux comme José Marti ont inspiré les Cubains à se rebeller contre leurs colonisateurs. De nombreux nationalistes considéraient l’Espagne comme incapable de soutenir une économie cubaine en expansion. Cuba a utilisé de nouvelles technologies industrielles, telles que les machines à vapeur, bien avant leur introduction à grande échelle en Espagne. Les nationalistes concluaient ainsi que Cuba entrait dans une nouvelle phase de modernité, tandis que l’Espagne devenait de plus en plus obsolète et empêchait Cuba de connaître le succès économique et politique.
Le mécontentement à l'égard de l'administration incompétente de l'Espagne, de son manque de représentation au sein du gouvernement et des impôts élevés a déclenché le début de la guerre de Dix Ans, au cours de laquelle plus de 200 000 vies ont été perdues. La guerre a commencé avec la déclaration d'indépendance du riche planteur Carlos Manuel de Céspedes en octobre 1868, connu sous le nom de Grito de Yara. Le fait d’être écrasé par l’armée espagnole n’a fait qu’alimenter davantage son nationalisme. Cela a permis l’unité de tout le peuple cubain, en particulier des anciens esclaves, libérés peu après la guerre. Cela a conduit à la nouvelle insurrection appelée Petite Guerre (espagnol : La Guerra Chiquita) qui a commencé en 1879. Cependant, lorsque les Cubains se sont à nouveau soulevés, l’Espagne a mis en œuvre sa politique de reconcentration. Cela a contraint des centaines de milliers de Cubains à se rendre dans des camps de travaux forcés, où ils ont travaillé et sont morts de faim. Les rebelles furent vaincus à l'automne 1880.

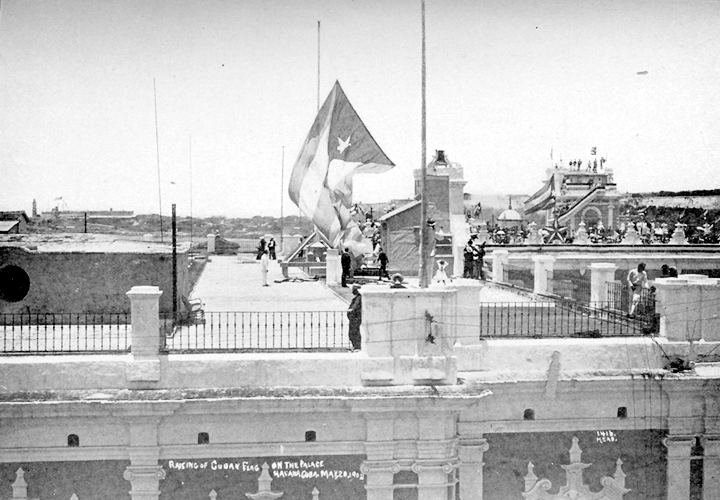
Levée du drapeau cubain au Palais du Gouverneur général à midi le 20 mai 1902.

L'Espagne a donné à Cuba une représentation aux Cortès et a aboli l'esclavage en 1886. Toutefois, d’autres réformes promises ne se sont jamais concrétisées. En 1894, l’Espagne annule un accord commercial entre Cuba et les États-Unis. L'imposition de davantage de taxes et de restrictions commerciales a incité les Cubains en difficulté économique à lancer la guerre d'indépendance cubaine en 1895. Grâce à des actions de guérilla, les rebelles cubains ont pris le contrôle de l'est de l'île et ont déclaré la république de Cuba, puis ont commencé l'invasion de l'ouest de l'île. En janvier 1896, les forces rebelles contrôlaient la majeure partie de l'île et le gouvernement espagnol remplaça le gouverneur général Martínez Campos par le général Valeriano Weyler y Nicolau, bientôt connu sous le nom d'El Carnicero (« Le boucher »). Pour priver les révolutionnaires du soutien rural dont ils dépendaient, Weyler a institué un programme brutal de « reconcentration », forçant des centaines de milliers de Cubains à se réfugier dans des camps dans les villes, où ils sont morts de faim et de maladie par dizaines de milliers. En 1898, un tiers de la population cubaine fut transféré dans des camps et au moins 170 000 civils cubains moururent à cause des conditions auxquelles ils étaient soumis, ce qui représentait à l'époque 10% de la population.
En 1897, l'Espagne rappela Weyler et proposa un gouvernement interne à Cuba, et l'année suivante ordonna la fin de la reconcentration. Pendant ce temps, les rebelles continuaient de contrôler la majeure partie du territoire. Le plus important est peut-être qu’ils ont gagné pour leur cause la sympathie de la grande majorité du peuple cubain. De plus, des informations sur les atrocités espagnoles et les récits de bravoure des rebelles ont fait la une des journaux jaunes du New York Journal de William Randolph Hearst, qui appelait à l'ingérence américaine.

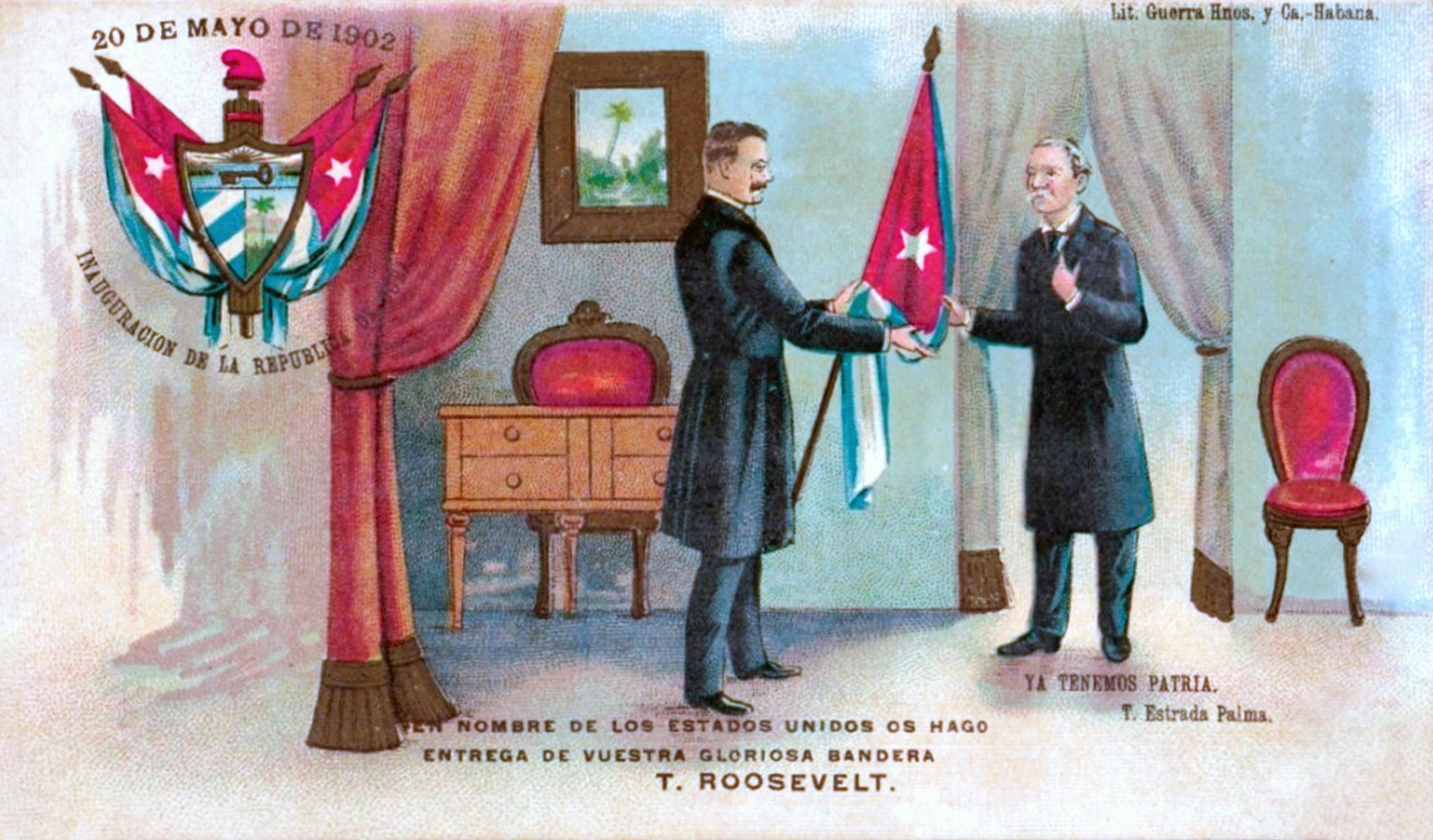
Carte postale montrant le président américain Theodore Roosevelt remettant le drapeau cubain à Tomás Estrada Palma, 1902.

Lorsque l'USS Maine a coulé dans le port de La Havane en février 1898 après une mystérieuse explosion, les États-Unis ont eu un prétexte pour entrer en guerre, déclenchant la guerre hispano-américaine. La guerre fut rapide et inégale, les Américains battant de manière décisive les Espagnols. Loin de traiter les Cubains sur un pied d’égalité, les Américains ont simplement remplacé le contrôle espagnol sur Cuba par un régime militaire contrôlé par Washington. Le commandement américain a limité la participation cubaine à l’effort de guerre à des contributions auxiliaires ; Les troupes cubaines étaient réduites à des éclaireurs, des messagers, des creuseurs de tranchées, des transporteurs de marchandises et des sentinelles. L'Armée Cubaine Libérée a été retirée des opérations majeures afin d'exclure les Cubains des accords de paix.
Une fois de plus, le nationalisme cubain était en hausse, car ils venaient tout juste de terminer leur lutte pour leur propre indépendance et avaient désormais un autre pays dans leurs affaires. Dès août 1898, un responsable américain rapportait que les Cubains n'avaient « aucun amour pour les Américains », concluant que les insurgés « s'attendaient, après la fin de la guerre actuelle, à un conflit entre eux et les États-Unis ; ils ont exprimé leur volonté de participer à ce conflit lorsqu'il survenait.
Par le traité de Paris du 10 décembre 1898, l'Espagne se retire de Cuba et l'île passe sous le gouvernement militaire américain. Le pays fut occupé pendant trois ans jusqu'à ce que la constitution de la nouvelle république cubaine incorpore les dispositions de l'amendement Platt (1901), un ajout à une loi de crédits américaine, qui précisait les conditions du retrait américain. Parmi ces conditions figuraient (1) la garantie que Cuba ne céderait aucune de ses terres à une puissance étrangère autre que les États-Unis, (2) des limitations aux relations de Cuba avec d'autres pays, (3) l'établissement d'une base navale des États-Unis. à Cuba et (4) le droit des États-Unis d'intervenir à Cuba pour préserver l'indépendance cubaine. Ainsi, la création de la république de Cuba fut effective le 20 mai 1902.

## Intégration des anciens esclaves

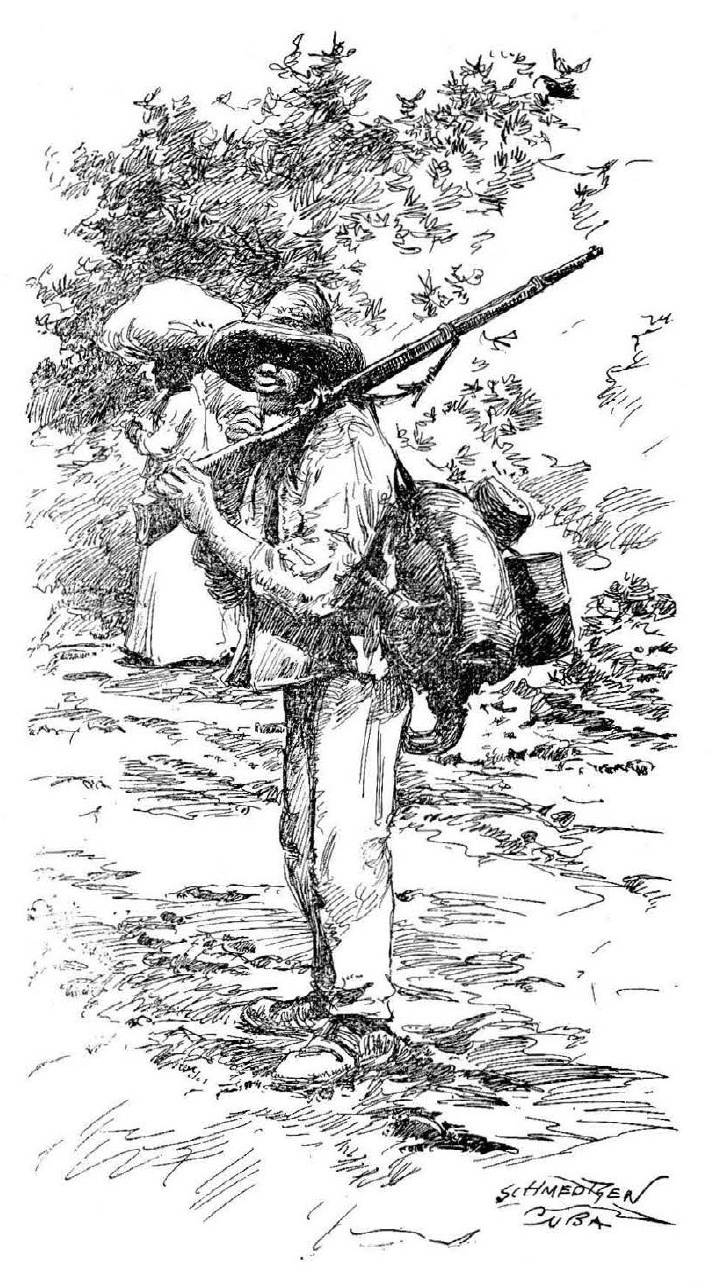
Un soldat cubain, illustré par William Schmedtgen en 1899.

Entre 1780 et 1867, plus de 780 000 esclaves furent amenés à Cuba. C’était plus que tout le reste de l’Amérique espagnole réunie. L'esclavage était fortement soutenu par les propriétaires des plantations sucrières, très rentables. En 1886, les Noirs – pour la plupart d'anciens esclaves – représentaient 1/3 de la population cubaine. La question de l'intégration est complexe et très controversée. Les droits étaient difficiles à obtenir pour de nombreux anciens esclaves ainsi que pour ceux qui vivaient et travaillaient dans les communautés rurales. L'émancipation fut un lent processus qui commença en 1868 et se poursuivit jusqu'en 1886. Dans un premier temps, la loi Moret de 1870 accordait la liberté aux enfants et aux plus de soixante ans, mais n'offrait guère autre chose. Alors que les escarmouches se poursuivaient et que les pertes augmentaient pendant la guerre de Dix Ans, les forces anticoloniales parlaient plus ouvertement de l'idée d'un citoyen cubain libre. Même s'il existait encore une forte division raciale, de nombreux esclaves rejoignirent les révolutionnaires. Même si cette première rébellion n’a pas entraîné de changements significatifs, la participation des esclaves n’est pas passée inaperçue. Au début des années 1890, l'Espagne était prête à accorder des droits civils et des droits de vote considérables à de nombreux anciens esclaves, dans une vaine tentative d'affaiblir une autre tentative de rébellion. Avant les années 1890, le suffrage était accordé exclusivement aux contribuables (il fut encore étendu en 1895 puis en 1898, lorsque tous les liens entre propriété et suffrage furent rompus). Cependant, le plan s’est retourné contre lui, car il n’a fait que provoquer les élites blanches qui ont intensifié leurs critiques à l’égard des politiques coloniales.
Tandis que les élites cubaines blanches et leurs administrateurs coloniaux débattaient des droits civiques et des politiques publiques, les Cubains noirs faisaient déjà preuve d’initiative. La première étape vers le droit de propriété s'est produite lorsque les propriétaires de plantations ont permis à leurs esclaves de posséder un porc . Un porc pourrait grandir, accumuler de la valeur, être vendu à des fins lucratives ou consommé. De nombreuses personnes ont rapidement profité de ce potentiel et ont commencé à élever autant de porcs que possible, les nourrissant même avec leur propre nourriture pour les maintenir en croissance. Les porcs seraient ensuite vendus au propriétaire de la plantation ou à quelqu'un d'autre dans un but lucratif. Ces bénéfices se transformaient parfois en possession de chevaux, ce qui impliquait un certain degré de liberté et de mobilité. La mobilité des travailleurs était également importante dans la diffusion d'informations (relatives à la révolution, aux droits de propriété, etc.) à d'autres communautés intéressées.
Après l’abolition de l’esclavage en 1888, de nombreux anciens esclaves n’ont eu d’autre choix que de rester dans les fermes où ils étaient retenus captifs pendant des années. Les propriétaires de plantations se sont adaptés à la situation en intégrant le travail salarié, le crédit-bail et l'agriculture sous contrat. Après avoir obtenu leur liberté, certains anciens esclaves plus chanceux se sont vu vendre de petites parcelles de terre où ils ont pu construire une maison et planter des cultures pour leur propre consommation et pour les vendre sur le marché. Selon le Code civil espagnol, les droits de possession étaient fondamentaux, ce qui rendait très important un accord signé et vérifié. Cependant, en 1890, un nouveau code civil (qui avait été introduit en Espagne l'année précédente) entra en vigueur, qui reconnaissait les droits de prescription (droits des squatteurs). Il est vrai que ces droits étaient peu reconnus, mais ils motivaient néanmoins de nombreux travailleurs sans terre à occuper et à cultiver des terres auparavant inutilisées.

## Luttes pour l'indépendance
- Guerre de Dix Ans (1868-1878)
- Guerre Chiquita (1879-1880)
- Guerre d'indépendance cubaine (1895-1898)

## Occupation américaine
Il n’y a pas eu de départ massif de la classe moyenne espagnole dans les années qui ont immédiatement suivi la fin de la domination espagnole. Ils ont été autorisés à conserver la citoyenneté espagnole et à occuper la plupart des postes d'élite disponibles dans les affaires et dans l'Église. Un système éducatif malavisé a mal préparé les Cubains à occuper des postes dans des industries en expansion, principalement motivées par les intérêts américains. Lorsque l’occupation prit officiellement fin le 20 mai 1902, les nationalistes purent, pour la première fois, se tourner vers un Cuba indépendant. Même si c’était une période de célébration, ce serait une transition difficile vers une autonomie complète et une définition de soi. La nation insulaire a toujours vu son identité nationale menacée et est sous contrôle étranger répressif depuis des siècles. Sans une véritable mythologie nationaliste pré-espagnole, les Cubains devraient rapidement essayer de s’identifier dans le monde moderne. Même avec une démarcation claire des frontières et du territoire, ce que signifie être cubain ne serait pas immédiatement clair.